# Indotestudo travancorica
Indotestudo travancorica là một loài rùa trong họ Testudinidae. Loài này được Boulenger mô tả khoa học đầu tiên năm 1907.